# Dixie 400 1963
Dixie 400 1963 var ett stockcarlopp ingående i Nascar Grand National Series (nuvarande Nascar Cup Series) som kördes 30 juni 1963 på den 1,5 mile (2,414 km) långa ovalbanan Atlanta International Raceway som är belägen utanför Hampton i Georgia. Totalt avverkades 400,5 miles (644,542 km) fördelat på 267 varv. Banunderlaget var asfalt. Loppet vanns av Junior Johnson i en Chevrolet på tiden 3:18.42 körande för Fox Racing. Johnsons snitthastighet uppgick till 121,139 mph. Prispotten uppgick till 40 910 dollar, varav 12 445 dollar gick till segraren.

## Resultat
| Plc     | Nr | Förare           | Team/ bilägare        | Konstruktör | Start | Varv | Ledda varv |
| ------- | -- | ---------------- | --------------------- | ----------- | ----- | ---- | ---------- |
| 1       | 3  | Junior Johnson   | Fox Racing            | Chevrolet   | 2     | 267  | 167        |
| 2       | 28 | Fred Lorenzen    | Holman Moody          | Ford        | 4     | 267  | 35         |
| 3       | 21 | Marvin Panch     | Wood Brothers Racing  | Ford        | 1     | 267  | 11         |
| 4       | 26 | Darel Dieringer  | Stroppe Motorsports   | Mercury     | 11    | 266  | 14         |
| 5       | 8  | Joe Weatherly    | Bud Moore Engineering | Pontiac     | 8     | 266  | 0          |
| 6       | 4  | Rex White        | Rex White             | Chevrolet   | 17    | 266  | 0          |
| 7       | 29 | Nelson Stacy     | Holman Moody          | Ford        | 5     | 264  | 22         |
| 8       | 5  | Billy Wade       | Owens Racing          | Dodge       | 18    | 264  | 18         |
| 9       | 87 | Buck Baker       | Buck Baker Racing     | Pontiac     | 10    | 263  | 0          |
| 10      | 11 | Ned Jarrett      | Burton-Robinson       | Ford        | 13    | 263  | 0          |
| 11      | 99 | Bobby Isaac      | Bondy Long            | Ford        | 21    | 262  | 0          |
| 12      | 43 | Richard Petty    | Petty Enterprises     | Plymouth    | 14    | 262  | 0          |
| 13      | 25 | G.C. Spencer     | Stroppe Motorsports   | Mercury]    | 19    | 262  | 0          |
| 14      | 54 | Jimmy Pardue     | Pete Stewart          | Ford        | 20    | 261  | 0          |
| 15      | 41 | Bob James        | Petty Enterprises     | Plymouth    | 12    | 260  | 0          |
| 16      | 39 | Bob Welborn      | E.A. McQuaig          | Pontiac     | 22    | 259  | 0          |
| 17      | 48 | Stick Elliott    | Jack Smith            | Plymouth    | 24    | 258  | 0          |
| 18      | 67 | Reb Wickersham   | Reb Wickersham        | Pontiac     | 25    | 252  | 0          |
| 19      | 62 | Curtis Crider    | Curtis Crider         | Mercury]    | 27    | 246  | 0          |
| 20      | 34 | Wendell Scott    | Scott Racing          | Chevrolet   | 32    | 244  | 0          |
| 21      | 1  | Bob Perry        | Coz Concilla          | Mercury]    | 26    | 244  | 0          |
| 22      | 56 | Ed Livingston    | Mamie Reynolds        | Ford        | 31    | 236  | 0          |
| 23      | 19 | Herman Beam      | Herman Beam           | Ford        | 29    | 232  | 0          |
| 24      | 47 | Jack Smith       | Jack Smith            | Plymouth    | 15    | 163  | 0          |
| 25      | 12 | Bunkie Blackburn | Fred Harb             | Pontiac     | 37    | 161  | 0          |
| 26      | 36 | Larry Thomas     | Wade Younts           | Dodge       | 33    | 140  | 0          |
| 27      | 0  | Tiny Lund        | Holman Moody          | Ford        | 9     | 127  | 0          |
| 28      | 86 | Neil Castles     | Buck Baker Racing     | Chrysler    | 28    | 101  | 0          |
| 29      | 2  | Buddy Baker      | Cliff Stewart Racing  | Pontiac     | 23    | 87   | 0          |
| 30      | 42 | Jim Paschal      | Petty Enterprises     | Plymouth    | 16    | 83   | 0          |
| 31      | 22 | Fireball Roberts | i.u.                  | Ford        | 3     | 47   | 0          |
| 32      | 66 | Johnny Allen     | Ratus Walters         | Ford        | 30    | 44   | 0          |
| 33      | 7  | Bobby Johns      | Shorty Johns          | Pontiac     | 6     | 25   | 0          |
| 34      | 6  | David Pearson    | Owens Racing          | Dodge       | 7     | 24   | 0          |
| 35      | 63 | Bruce Brantley   | Bruce Brantley        | Pontiac     | 34    | 3    | 0          |
| 36      | 33 | Roy Mayne        | C.L. Kilpatrick       | Dodge       | 35    | 3    | 0          |
| Källor: |    |                  |                       |             |       |      |            |